# 中島巌 (政治家)
中島 巌（なかじま いわお、1900年（明治33年）9月12日 - 1981年（昭和56年）3月8日）は、日本の実業家、政治家。衆議院議員。

## 来歴
長野県下伊那郡下條村生まれ。小学校卒業後、荷馬車運送業に従事し、貨物輸送の下條自動車を設立。第二次世界大戦中の企業統合により、下伊那自動車と経営統合し、さらに旅客輸送の南信自動車社長となり、昭和20年（1945年）信南交通発足とともに社長に就任した。また輸入石油、飯田ヂーゼル、中島木工製作所などの社長、会長を務めた。
下條村会議員、長野県議会議員を経て、昭和30年（1955年）第27回衆議院議員総選挙に長野県第3区から出馬し、初当選した。1964年東京オリンピックの会場視察のため欧米に派遣された後、中央自動車道建設促進委員会理事、国土開発縦貫自動車道審議会委員、長野県交通安全協会連合会長などを歴任し、交通政策に尽力した。同45年（1970年）勲三等旭日中綬章を受章。

## 著書
- 『災害復旧の手引き 災害関係国庫負担法の解説』論争社、1962年。
- 『社会主義のビジョン論争』シナノ書店、1962年。
- 『私の政治生活 紀行編』光風社、1965年。
- 『私の政治生活 中央道編』光風社、1971年。

## 親族
- 次男：中島衛（衆議院議員）